# 陈钰琪
陳鈺琪（英語：Yukee Chen Yu Qi，1992年7月29日—），本名陳倩，四川省成都市人，中國大陸女演員，代表角色为2019年电视剧《倚天屠龍記》中的赵敏。

## 演艺事业

### 入行经历
陈钰琪在四川成都出生并长大。她于2011年入学四川大学锦城学院，就读艺术学院表演专业。大学期间曾犹豫未来是否要从事演艺事业，她因而兼修了会计专业以作后路。
陈钰琪在大学期间就开始在剧组“跑龙套”，初次跑龙套一天只拿到了35人民币的薪酬。因四川缺乏拍戏机会，陈钰琪之后前往横店等多个影视基地跟组当特约演员，饰演托盘、执扇、举灯笼一类鲜有台词的角色，一天能拿200人民币。2015年，在跟组电影《大話西遊3》时，被女主演唐嫣相中，成为唐嫣工作室首批签约艺人之一。

### 古装之路
签约唐嫣工作室后，陈钰琪到唐嫣主演的宫廷剧《锦绣未央》剧组试戏并被选上。在《锦绣未央》杀青到播出的大半年时间内，她受限于刚出道的新人身份，几乎接不到戏。2016年底，随着《锦绣未央》的热播，饰演拓跋迪的陈钰琪第一次走入观众的视线。2018年夏天，随着仙侠剧《香蜜沉沉燼如霜》的热播，担任女二的她又一次受到观众关注。
2019年，她在金庸武侠剧《倚天屠龙记》饰演女主角赵敏，凭借其英气的扮相和深入人心的表演收获诸多好评，人气持续上升，并助推了其演艺事业。
2020年，陈钰琪主演的古装剧《两世欢》和《月上重火》相继播出。2022年，其和李易峰搭档主演的大制作奇幻剧《镜·双城》播出，但剧集收获普遍负评。

### 拓宽戏路
在拍完一系列古装剧之后，陈钰琪亦开始尝试其他类型剧。她自2020年起，陆续接拍了校园剧、谍战剧和情景喜剧等多种类型的剧集。
2022年，甄子丹开始为《天龙八部之乔峰传》女主选角，要求“有演技且氣質清純”，最终选定由陈钰琪饰演阿朱，刘雅瑟出演阿紫，这也是陈钰琪继《倚天屠龙记》之后第二次主演金庸小说改编作品。2023年，陈钰琪首次参加了常驻综艺节目——《暑与我们的夏天》。

## 演出作品

### 剧集
| 首播年份 | 劇名                 | 角色          | 備註                       |
| 2015年   | 東坡家事             | 李愛          | 临时演员，出現在第11、14集 |
| 2015年   | 偏偏喜歡你           | 沈家丫鬟      | 临时演员，出現在第2、24集  |
| 2015年   | 天台萌主             | 顏悅          | 临时演员，网络剧           |
| 2016年   | 錦繡未央             | 拓跋迪        | [ 23 ]                     |
| 2017年   | 鮮肉老師             | 陳琳          | 网络剧                     |
| 2018年   | 香蜜沉沉燼如霜       | 鎏英          | [ 25 ]                     |
| 2018年   | 皇甫神醫             | 執障扇宮女    | 临时演员，2014年拍攝       |
| 2019年   | 倚天屠龍記           | 赵敏          | [ 26 ]                     |
| 2020年   | 两世欢               | 风眠晚/原清離 | [ 27 ]                     |
| 2020年   | 特案追缉             | 护士          | 临时演员，2014年拍攝       |
| 2020年   | 月上重火             | 重雪芝        | [ 28 ]                     |
| 2021年   | 古董局中局之掠宝清单 | 海兰珠        | [ 29 ]                     |
| 2022年   | 鏡·雙城              | 白璎/白薇     | [ 30 ]                     |
| 2022年   | 昔有琉璃瓦           | 邵雪          | [ 31 ]                     |
| 2022年   | 超时空罗曼史         | 金阿銀/金子   | 网络剧                     |
| 2022年   | 月歌行               | 令雪扬        | 友情出演，网络剧           |
| 2022年   | 浮圖緣               | 步音樓        | 网络剧                     |
| 2023年   | 今日宜加油           | 范思思        | [ 34 ]                     |
| 2023年   | 薄冰                 | 春羊          | [ 35 ]                     |
| 2025年   | 淮水竹亭             | 毒娘子        | 网络剧                     |
| 2025年   | 我们的河山           | 刘竹梅        |                            |
| 待播     | 清歌逐酒少年行       | 星慧          | 网络剧                     |
| 待播     | 赴山海               | 莫艷霞        | 网络剧                     |
| 待播     | 相亲，站住别跑       | 吴映真        | [ 37 ]                     |
| 待播     | 长风破浪终有时       | 田晓婉        | [ 38 ]                     |
| 待播     | 表妹万福             |               |                            |

### 电影
| 首映年份 | 電影名           | 角色                 |
| 2016年   | 大話西遊3        | 临时演员，牛香香手下 |
| 2017年   | 侠捕之夺命红莲   | 玉 伽                |
| 2023年   | 天龙八部之乔峰传 | 阿 朱                |

### 纪录片
| 首播年份 | 节目名   | 角色 | 備註     |
| 2015年   | 南宋     | 侍女 | 临时演员 |
| 2023年   | 何以中国 | 太姒 | [ 41 ]   |

### 微电影
| 首映   | 電影名           | 角色   |
| 2012年 | Hold住我们的爱情 | 樊宝贝 |
| 2014年 | 被错过的那些年   | 董佳妮 |

## 综艺节目
| 首播年份 | 节目名称            | 播出平台 | 备注   |
| 2023年   | 《暑与我们的夏天2》 | 搜狐视频 | [ 42 ] |

## 其他

### 曾獲奖项
| 年份   | 典礼类型                | 獎項               | 作品           | 結果 |
| ------ | ----------------------- | ------------------ | -------------- | ---- |
| 2017年 | 中国电视剧品质盛典      | 年度新锐剧星       | 《锦绣未央》   | 獲獎 |
| 2017年 | InStyle年度偶像盛典     | 年度新生代女艺人   | 不適用         | 獲獎 |
| 2019年 | 腾讯视频星光大赏        | 年度突破电视剧演员 | 《倚天屠龍記》 | 獲獎 |
| 2019年 | 第6届中国电视好演员盛典 | 网剧组最佳女演员   | 《倚天屠龍記》 | 獲獎 |
| 2019年 | 第6届中国电视好演员盛典 | 优秀演员           | 《倚天屠龍記》 | 獲獎 |
| 2019年 | 第4届金骨朵网络影视盛典 | 年度突破女演员     | 《倚天屠龍記》 | 獲獎 |
| 2020年 | 腾讯视频星光大赏        | 年度大势艺人       | 《月上重火》   | 獲獎 |

### 慈善公益
- 2020年为抗击新冠肺炎疫情向壹基金捐款10万元人民币。[50]
- 2021年向河南暴雨灾区捐款30万元人民币。[51]